# الغواصة الألمانية يو-173
غواصة يو-173 غواصة يو بوت ألمانية من الفئة التاسعة سي بنيت لسلاح بحرية ألمانيا النازية كريغسمارينه، في أحواض بناء السفن والآلات الألمانية وإيه جي فيزر في بريمن خلال الحرب العالمية الثانية.